# Dorfkirche Papenbruch

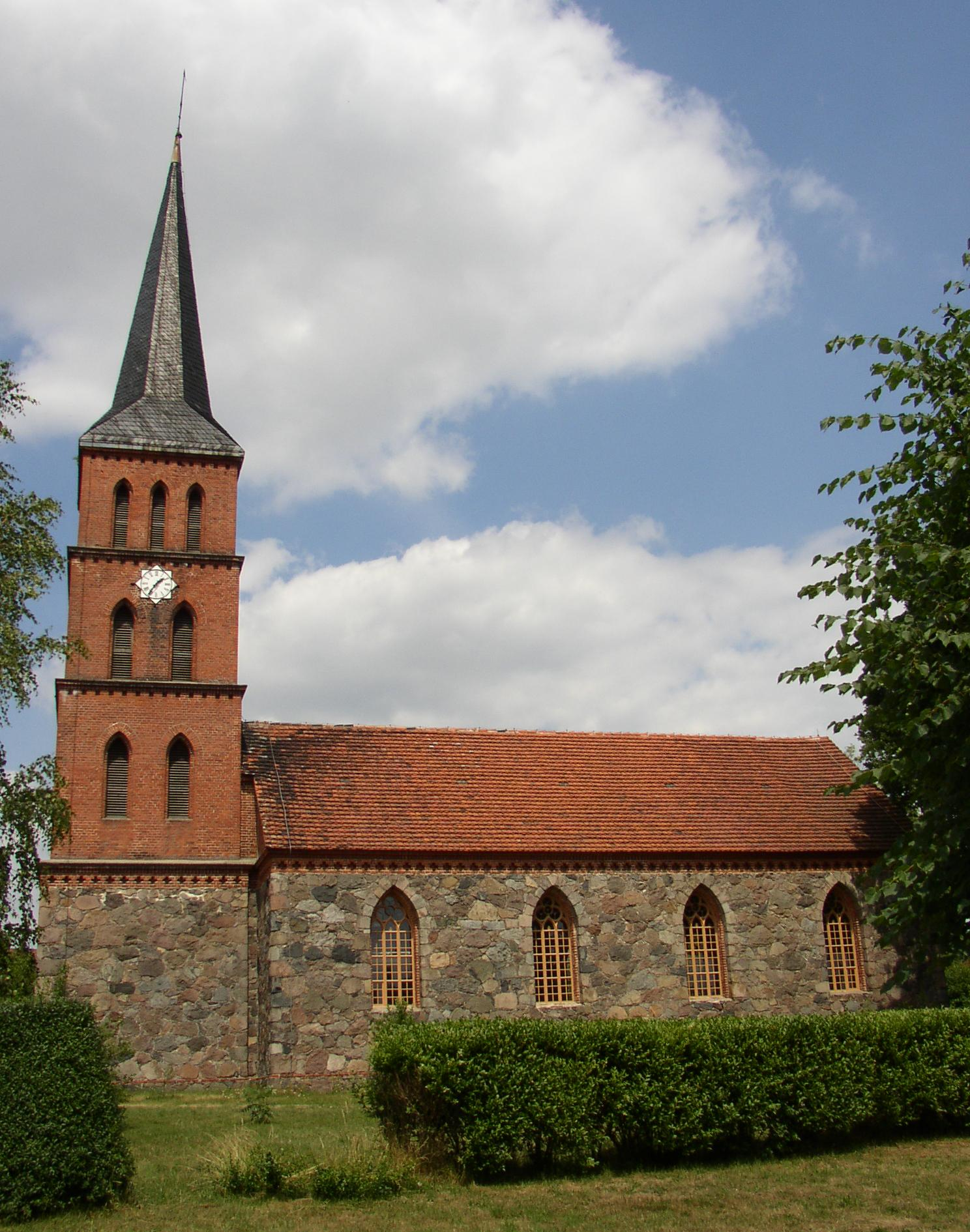
Dorfkirche Papenbruch

Die evangelische, denkmalgeschützte Dorfkirche Papenbruch steht in Papenbruch, einem Ortsteil der Gemeinde Heiligengrabe im Landkreis Ostprignitz-Ruppin in Brandenburg. Die Kirche gehört zum Pfarrbereich Papenbruch im Kirchenkreis Wittstock-Ruppin der Evangelischen Kirche Berlin-Brandenburg-schlesische Oberlausitz.

## Beschreibung
Die neugotische Feldsteinkirche wurde 1834 erbaut. Sie besteht aus einem flach geschlossenen Langhaus, das mit einem Satteldach bedeckt ist, und einem Kirchturm auf quadratischem Grundriss im Westen, dessen Erdgeschoss aus Feldsteinen 1889 mit drei sich verjüngenden Geschossen aus Backsteinen aufgestockt und mit einem achtseitigen, schiefergedeckten Knickhelm bedeckt wurde. Die spitzbogigen Fenster im Langhaus sind mit hölzernem Maßwerk verziert.
Der Innenraum ist mit einer Holzbalkendecke überspannt. Die Kirchenausstattung stammt aus der Bauzeit. Die Orgel auf der Empore wurde 1902 von Albert Hollenbach gebaut. Die Glocke im Turm wurde 1924 von C. Störmer in Erfurt gegossen.